# Ozyptila mingrelica
Ozyptila mingrelica är en spindelart som beskrevs av Tamara Mcheidze 1971. Ozyptila mingrelica ingår i släktet Ozyptila och familjen krabbspindlar. Inga underarter finns listade i Catalogue of Life.